# Badmintonmeisterschaft von Hongkong 2017
Die Badmintonmeisterschaft von Hongkong des Jahres 2017 trug den vollständigen Namen Bank of China (Hong Kong) Hong Kong Annual Badminton Championships 2017 (chinesisch 2017 中銀香港全港羽毛球錦標賽).

## Medaillengewinner
| Disziplin    | Gold                        | Silber                       | Bronze                             |
| ------------ | --------------------------- | ---------------------------- | ---------------------------------- |
| Herreneinzel | Wong Wing Ki                | Wei Nan                      | Ng Ka Long                         |
| Herreneinzel | Wong Wing Ki                | Wei Nan                      | Tang Hoi Kit                       |
| Dameneinzel  | Cheung Ngan Yi              | Yip Pui Yin                  | Leung Yuet Yee                     |
| Dameneinzel  | Cheung Ngan Yi              | Yip Pui Yin                  | Cheung Ying Mei                    |
| Herrendoppel | Tang Chun Man Or Chin Chung | Lee Chun Hei Law Cheuk Him   | Chang Tak Ching Chan Tsz Kit       |
| Herrendoppel | Tang Chun Man Or Chin Chung | Lee Chun Hei Law Cheuk Him   | Yeung Shing Choi Mak Hee Chun      |
| Damendoppel  | Ng Tsz Yau Yeung Nga Ting   | Yeung Hiu Tung Lam Suet Ting | Fan Ka Yan Cheung Ying Mei         |
| Damendoppel  | Ng Tsz Yau Yeung Nga Ting   | Yeung Hiu Tung Lam Suet Ting | Yuen Sin Ying Ng Wing Yung         |
| Mixed        | Lee Chun Hei Chau Hoi Wah   | Tam Chun Hei Ng Tsz Yau      | Mak Hee Chun Yeung Nga Ting        |
| Mixed        | Lee Chun Hei Chau Hoi Wah   | Tam Chun Hei Ng Tsz Yau      | Albertus Susanto Njoto Li Wing Mui |

## Referenzen
- https://www.hkbadmintonassn.org.hk/files/pdf/c-result/result_annual2017_r.pdf